# 조지 스터브스
조지 스터브스(George Stubbs, 1724년 8월 25일 ~ 1806년 7월 10일)는 말 그림으로 유명한 영국의 화가이다.

## 주요 작품

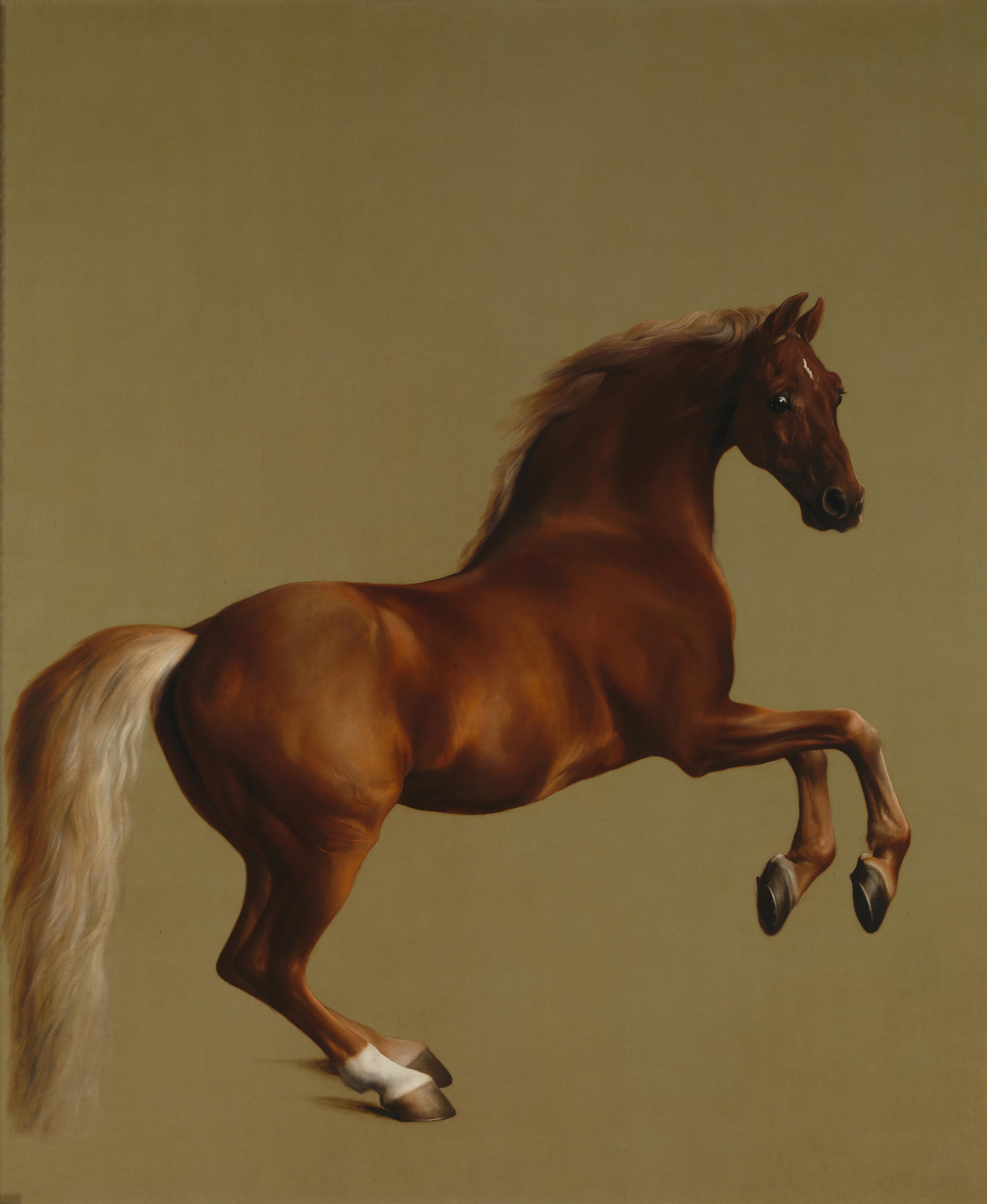
Whistlejacket
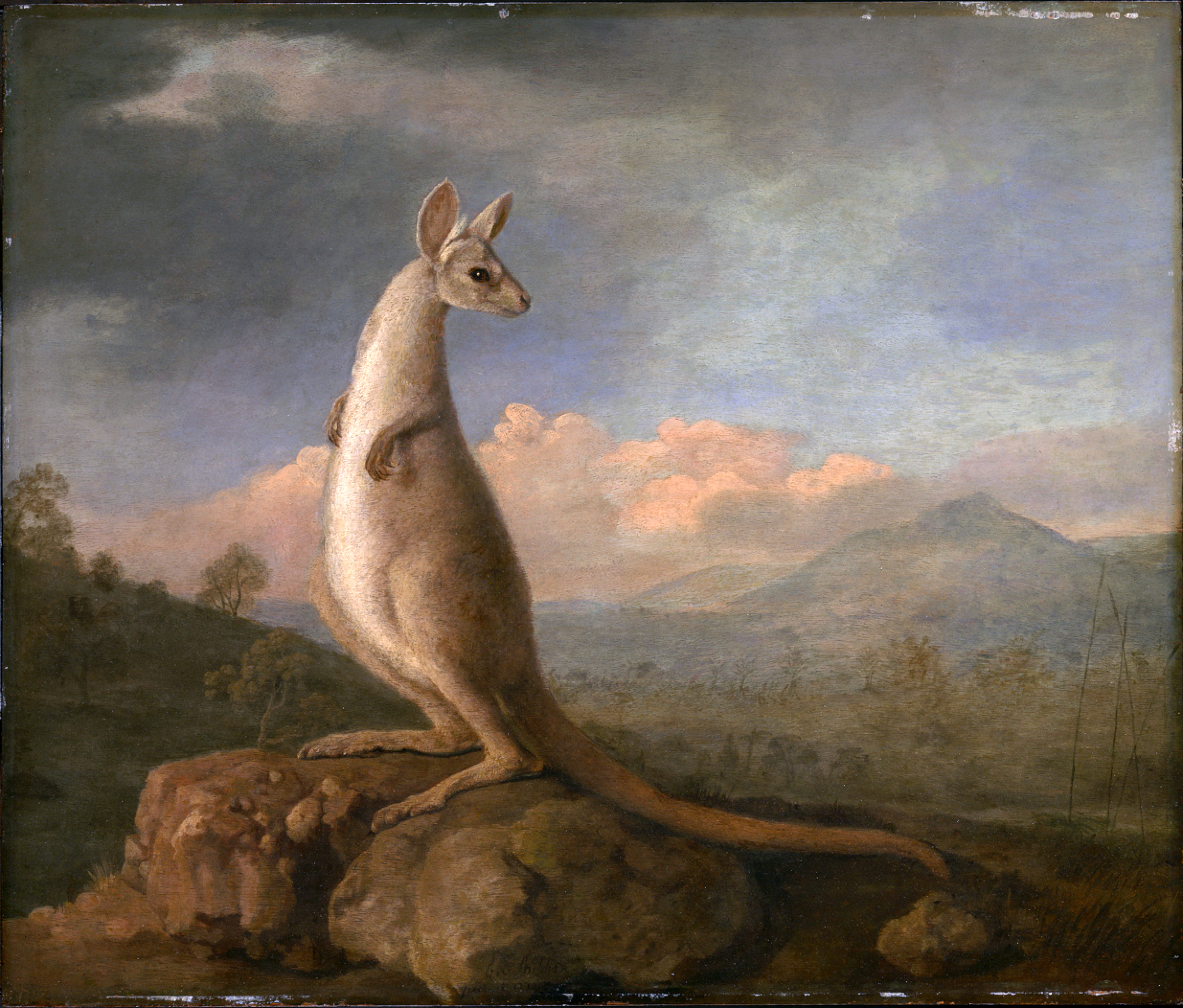
캥거루 그림(The Kongouro from New Holland), 1772